# Grandin (Misuri)
Grandin es una ciudad ubicada en el condado de Carter en el estado estadounidense de Misuri. En el Censo de 2010 tenía una población de 243 habitantes y una densidad poblacional de 233,97 personas por km².

## Geografía
Grandin se encuentra ubicada en las coordenadas 36°49′51″N 90°49′19″O / 36.83083, -90.82194. Según la Oficina del Censo de los Estados Unidos, Grandin tiene una superficie total de 1.04 km², de la cual 1.04 km² corresponden a tierra firme y (0.25%) 0 km² es agua.

## Demografía
Según el censo de 2010, había 243 personas residiendo en Grandin. La densidad de población era de 233,97 hab./km². De los 243 habitantes, Grandin estaba compuesto por el 99.59% blancos, el 0% eran afroamericanos, el 0.41% eran amerindios, el 0% eran asiáticos, el 0% eran isleños del Pacífico, el 0% eran de otras razas y el 0% pertenecían a dos o más razas. Del total de la población el 2.06% eran hispanos o latinos de cualquier raza.